# Швець Василь Олександрович
Василь Олександрович Швець (нар. 14 січня 1948 року, с. Рогізна, Сквирський район, Київська область) — український педагог, методист, кандидат педагогічних наук, завідувач кафедри математики і теорії та методики навчання математики Національного педагогічного університету імені М. П. Драгоманова.

## Біографія
Народився в багатодітній родині колгоспників, дитячі роки провів у рідному селі, там само закінчив школу. Після школи, у 1966 році, вступив до Чернігівського державного педагогічного інституту імені Тараса Шевченка, який закінчив у 1970 році з відзнакою.
У період із 1971 по 1973 рік працював асистентом кафедри вищої математики ЧДПУ і проходив стажування в Інституті математики НАН України. Із 1973 по 1985 рік працював у смт. Немішаєве (Київська область) вчителем математики.
Із 1985 й донині працює в НПУ імені М. П. Драгоманова, де пройшов шлях від асистента до професора кафедри математики і теорії та методики навчання математики.
У 1989 році, під керівництвом професора Зінаїди Іванівни Слєпкань, захистив кандидатську дисертацію на тему «Реалізація функцій тематичного контролю результатів навчання учнів математики в старших класах середньої школи».
У 2004 році отримав вчене звання професора. Має понад 210 наукових і методичних публікацій у фахових виданнях України та інших країн. Станом на травень 2021 року підготував 25 кандидатів наук[джерело?].
Крім наукової діяльності виконує обов'язки депутата Немішаївської селищної ради, а також є учасником вокальних колективів «Чорнобривці» та «Калинові дзвони».

## Основні публікації
1. Ukraine: School mathematics education in the last 30 years, In A. Karp (Ed.), Eastern European Mathematics Education in the Decades of Change / V.O. Shvets, V.G. Bevz, O.V. Shkolnyi, O.I. Matiash. — Cham, Switzerland: Springer, 2020.– P. 229—274.
2. Організація превентивної діяльності у навчанні шкільного курсу алгебри: монографія / Л. А. Благодир, В. О. Швець ; Нац. пед. ун-т ім. М. П. Драгоманова. — Умань: Сочінський М. М., 2020. — 167 с.
3. Задачі з параметрами в шкільному курсі математики: [навч.-метод. посіб.] / А. В. Прус, В. О. Швець. — Вид 2-ге, допов. — Київ ; Житомир: Рута, 2018. — 540 с.
4. Моє село — моя колиска: сторінки історії села Рогізна Сквирського району Київської області / Валерій Михальчук, Василь Швець. — Київ: Харитоненко В. М., 2017.
5. Практикум з методики навчання математики. Основна школа: навч. посіб. для студ. мат. спец. пед. ун-тів / [В. Г. Бевз та ін.] ; за ред. проф. В. О. Швеця. — К. : Вид-во НПУ ім. М. П. Драгоманова, 2012.
6. Геометрія. 10 клас. Академічний рівень: підруч. для загальноосвіт. навч. закл. / О. Я. Біляніна, Г. І. Білянін, В. О. Швець. — 2-ге вид. — К. : Генеза, 2012. — 253 с.
7. Теорія і практика навчання математики в фінансово-економічних коледжах [Текст]: навч.-метод. посіб. для викладачів та студ. фін.-екон. вищ. навч. закл. I та II рівнів акредитації / Білянін Г. І., Швець В. О. — Чернівці ; Вижниця: Черемош, 2011. — 210 с.